# Бозе, Мигель
Луи́с Миге́ль Гонса́лес Бозе́ (произносится Босе́; исп. Luis Miguel González Bosé; род. 3 апреля 1956, Панама) — испанский певец и актёр.

## Биография
Первенец в семье итальянской актрисы Лючии Бозе и испанского тореро Луиса Мигеля Домингина.
Кинодебют состоялся в 1973 году.
Снимался в фильмах Дарио Ардженто, Педро Альмодовара, Патриса Шеро, Висенте Аранды.
Признанная звезда испанской эстрады, популярен также в Италии и Латинской Америке.
В последние годы не снимается в кино, предпочитая музыкальную карьеру.

## Избранная фильмография
- 1977 — Суспирия / Марк
- 1977 — Калифорния / Вилли Престон
- 1986 — Звёздный рыцарь / инопланетянин
- 1987 — Секрет Сахары / Халим
- 1990 — Скупой / Валерио
- 1991 — Высокие каблуки / Уго
- 1993 — Мазепа / Жерико
- 1994 — Королева Марго / Генрих I де Гиз
- 1994 — Проклятый газон / Диего
- 1996 — Анархистки / секретарь Дуррити
- 1998 — Объектив / Сантьяго